# 梅拉迈尤尔
梅拉迈尤尔（Melamaiyur），是印度泰米尔纳德邦Kancheepuram县的一个城镇。总人口5155（2001年）。

## 人口
该地2001年总人口5155人，其中男性2586人，女性2569人；0—6岁人口438人，其中男210人，女228人；识字率80.89%，其中男性为84.07%，女性为77.70%。